# مارفن أووسو
مارفن أووسو (بالإنجليزية: Marvin Owusu)‏ هو لاعب كرة قدم غاني، ولد في 11 يوليو 2003.